# 信濃アクセサリー
有限会社信濃アクセサリー（しなのアクセサリー）は、長野県諏訪市にて、貴金属店「ジュエリー金と銀」を経営していた企業。

## 概要
1962年に創立され、1967年に法人へ改組。「ジュエリー金と銀」の屋号で貴金属やジュエリーの販売や修理、貴金属の買取や中古ジュエリーの受託販売を行っていた。2008年11月期には売上高が4031万円をマークしたが、その後は売上が減少していった。
そうした中、2016年12月29日の朝に、店舗の裏口にあった鉄製扉やガラス窓が割られているのが見つかり、店内を調べたところ、店内にあった指輪やネックレス、ブローチなど660点余りと、40万円が入った金庫とレジスター、パソコンが盗まれていたのが見つかった。被害総額は5100万円以上と見られている。店舗には防犯カメラは取り付けられていなかった。
信濃アクセサリーは盗難保険に未加入であったため、被害額の補償がされなかったことから営業が困難となり、2017年の年明け直後に事業を停止。2017年3月13日に長野地方裁判所諏訪支部から破産手続開始決定を受けた。信濃アクセサリーの法人格も、同年10月3日に消滅した。
盗難事件に関しては、長野県警察が捜査している。
破産後、「ジュエリー金と銀」の店舗は衣料品店マリールーの店舗になっている。